# Мирочка улица (Београд)
| МИРОЧКА · улица | МИРОЧКА · улица        |
| --------------- | ---------------------- |
|                 |                        |
| Општина         | Палилула               |
| Почетак         | Улица Илије Гарашанина |
| Крај            | Улица краљице Марије   |
| Дужина          | 95 m                   |
| Ширина          | 15-20 m                |
| Створена        | непознато              |
| Названа         | 1896                   |
|                 |                        |
|                 |                        |
|                 |                        |

Мирочка  улица налази се на територији Градске општине Палилула, у Београду. У непосредној близини парка „Ташмајдан” улица се простире од паркића познатог као Мали Ташмајдан и Улице Илије Гарашанина до Улице краљице Марије. 

## Име улице
Мироч је планина која се простире између Доњег Милановца и Текије у Неготинској Крајини (Источна Србија). Позната је по вртачама, увалама, јамама и пећинама. Највиши врх на Мирочу је Велики Штрбац. 

## Историја
Ова кратка али нешто пространија палилулска улица под овим именом постоји још од 1896.

## Суседне улице
- Улица Старине Новака
- Карнегијева улица

## Значајни објекти
У улици доминирају стамбени објекти окружени пространијим прилазима са вегетацијом, а издваја се и неколико локала . Код самог парка, на почетку улице налази се јавни бележник, а нешто ниже, ка Краљице Марије, симпатичан локални кафе „Београдски бистро”.
Идући овом улицом из смера Краљице Марије излази се право на издвојени део чувеног београдског комплекса и шеталишта, Мали Ташмајдан. Ово је пријатно место за родитеља са малом децом, који ту доводе малишани на неколико пространих игралишта за децу. Такође је овај део парка омиљен и љубитељима животиња који ту често шетају своје љубимце.